# Meridiano 140 este
El meridiano 140 este es una línea de longitud que se extiende desde el Polo Norte atravesando el Océano Ártico, Asia, el Océano Pacífico, Australasia, el Océano Índico, el Océano Antártico y la Antártida hasta el Polo Sur.
El meridiano 140 este forma un gran círculo con el meridiano 40 oeste.

## De Polo a Polo
Comenzando en el Polo Norte y dirigiéndose hacia el Polo Sur, el meridiano atraviesa:
| Coordenadas                        | País, territorio o mar | Notas |
| ---------------------------------- | ---------------------- | --- |
| 90°0′N 140°0′E / 90.000, 140.000   | Océano Ártico          | |
| 75°57′N 140°0′E / 75.950, 140.000  | Rusia                  | Isla de Kotelny, Islas de Nueva Siberia |
| 74°54′N 140°0′E / 74.900, 140.000  | Mar de Láptev          | |
| 73°26′N 140°0′E / 73.433, 140.000  | Rusia                  | Isla de Gran Liajovski, Islas de Nueva Siberia |
| 73°20′N 140°0′E / 73.333, 140.000  | Mar de Láptev          | |
| 72°29′N 140°0′E / 72.483, 140.000  | Rusia                  | |
| 57°42′N 140°0′E / 57.700, 140.000  | Mar de Ojotsk          | |
| 54°6′N 140°0′E / 54.100, 140.000   | Rusia                  | |
| 48°20′N 140°0′E / 48.333, 140.000  | Mar del Japón          | |
| 42°41′N 140°0′E / 42.683, 140.000  | Japón                  | Isla de Hokkaidō — Prefectura de Hokkaidō |
| 42°7′N 140°0′E / 42.117, 140.000   | Mar del Japón          | |
| 41°38′N 140°0′E / 41.633, 140.000  | Japón                  | Isla de Hokkaidō — Prefectura de Hokkaidō |
| 41°32′N 140°0′E / 41.533, 140.000  | Mar del Japón          | |
| 40°44′N 140°0′E / 40.733, 140.000  | Japón                  | Isla de Honshū — Prefectura de Aomori — Prefectura de Akita — desde 40°25′N 140°0′E / 40.417, 140.000 |
| 39°51′N 140°0′E / 39.850, 140.000  | Mar del Japón          | |
| 39°20′N 140°0′E / 39.333, 140.000  | Japón                  | Isla de Honshū — Prefectura de Akita — Prefectura de Yamagata — desde 39°6′N 140°0′E / 39.100, 140.000 — Prefectura de Fukushima — desde 37°45′N 140°0′E / 37.750, 140.000 — Prefectura de Tochigi — desde 37°8′N 140°0′E / 37.133, 140.000 — Prefectura de Ibaraki — desde 36°22′N 140°0′E / 36.367, 140.000 — Prefectura de Chiba — desde 35°54′N 140°0′E / 35.900, 140.000 |
| 35°39′N 140°0′E / 35.650, 140.000  | Bahía de Tokio         | |
| 35°28′N 140°0′E / 35.467, 140.000  | Japón                  | Isla de Honshū — Prefectura de Chiba (Península de Bōsō) |
| 35°1′N 140°0′E / 35.017, 140.000   | Océano Pacífico        | Pasando al este de la isla de Hachijōjima, Japón (en 33°5′N 139°52′E / 33.083, 139.867) Pasando al este de la isla de Aogashima (en 32°27′N 139°47′E / 32.450, 139.783) Pasando a través de Bayonnaise Rocks, Japón (en 31°55′N 139°0′E / 31.917, 139.000) Pasando al oeste de la isla de Sumisujima, Japón (en 31°26′N 140°2′E / 31.433, 140.033) Pasando al oeste de Torishima, Japón (en 30°29′N 140°18′E / 30.483, 140.300) Pasando al este del atolón de Ulithi, Micronesia (en 9°55′N 139°34′E / 9.917, 139.567) |
| 2°21′S 140°0′E / -2.350, 140.000   | Indonesia              | Isla de Nueva Guinea |
| 8°14′S 140°0′E / -8.233, 140.000   | Mar de Arafura         | |
| 11°22′S 140°0′E / -11.367, 140.000 | Golfo de Carpentaria   | |
| 17°43′S 140°0′E / -17.717, 140.000 | Australia              | Queensland Australia Meridional — desde 26°0′S 140°0′E / -26.000, 140.000 |
| 37°29′S 140°0′E / -37.483, 140.000 | Océano Índico          | |
| 60°0′S 140°0′E / -60.000, 140.000  | Océano Antártico       | |
| 66°42′S 140°0′E / -66.700, 140.000 | Antártida              | Tierra Adelia, reclamado por Francia |